# Виго
Вѝго (на испански: Vigo) е град в Испания. Той е най-населеният град в регион Галисия, Испания.
Според преброяването от 2007 г. в него живеят 294 772 душии. По данни от 2013 г. 7,68 % от жителите говорят изключително регионалния галисийски, а 51,39 % – само държавния испански език; 11,38 % ползват галисийски по-често от испански, а 29,55 % – обратно. Това прави Виго града, в който най-малко се говори галисийски в цяла Галисия
Градът е известен с риболовната си индустрия, корабостроителници, храна, културен и нощен живот, както и с футболния си клуб „Селта“. В него е най-голямото риболовно пристанище в Европа и домашно пристанище за „Песканова“ (Pescanova) – най-голямата риболовна компания в Испания и 5-тата по големина в Европа. Градът е седалище на Европейска агенция за контрол на рибарството от 2005 г.

## Култура
Както много други испански градове, Виго има свой карнавал, който се провежда всяка година в края на февруари или началото на март.

## Футбол
Виго е известен с футболния си клуб „Селта“ (Celta de Vigo). Отборът му постига най-добрите си резултати в периода от 1997 до 2001 г., когато се утвърждава сред 6-те най-добри отбора в испанската Примера Дивисион и постига победи в турнира за купата на УЕФА над отбори като „Ливърпул“ (3:1 и 1:0), „Бенфика“ (7:0) и „Ювентус“ (4:0). В периода 1998 – 1999 г. в отбора на Селта играе българският нападател Любослав Пенев, като участва в 27 мача и отбелязва 12 гола.
През сезона 2007 – 2008 отборът на „Селта“ играе в Сегунда Дивисион. От април до октомври 2007 г. начело на отбора е българският треньор Христо Стоичков.